# Cándido Ramírez
Cándido Saúl Ramírez Montes (León, 5 giugno 1993) è un calciatore messicano, centrocampista svincolato.

## Carriera

### Nazionale
Esordisce con la maglia della nazionale maggiore il 16 febbraio 2016 nell'amichevole vinta 2-0 contro il Senegal.
Viene convocato per la Copa América Centenario negli Stati Uniti, in sostituzione dell'infortunato Jürgen Damm.

## Statistiche

### Cronologia presenze e reti in nazionale
| Cronologia completa delle presenze e delle reti in nazionale ― Messico | Cronologia completa delle presenze e delle reti in nazionale ― Messico | Cronologia completa delle presenze e delle reti in nazionale ― Messico | Cronologia completa delle presenze e delle reti in nazionale ― Messico | Cronologia completa delle presenze e delle reti in nazionale ― Messico | Cronologia completa delle presenze e delle reti in nazionale ― Messico | Cronologia completa delle presenze e delle reti in nazionale ― Messico | Cronologia completa delle presenze e delle reti in nazionale ― Messico |
| Data                                                                   | Città                                                                  | In casa                                                                | Risultato                                                              | Ospiti                                                                 | Competizione                                                           | Reti                                                                   | Note                                                                   |
| ---------------------------------------------------------------------- | ---------------------------------------------------------------------- | ---------------------------------------------------------------------- | ---------------------------------------------------------------------- | ---------------------------------------------------------------------- | ---------------------------------------------------------------------- | ---------------------------------------------------------------------- | ---------------------------------------------------------------------- |
| 11-2-2016                                                              | Miami                                                                  | Messico                                                                | 2 – 0                                                                  | Senegal                                                                | Amichevole                                                             | -                                                                      | 73’                                                                    |
| 2-9-2016                                                               | San Salvador                                                           | El Salvador                                                            | 1 – 3                                                                  | Messico                                                                | Qual. Mondiali 2018                                                    | -                                                                      | 66’                                                                    |
| Totale                                                                 |                                                                        | Presenze                                                               | 2                                                                      |                                                                        | Reti                                                                   | 0                                                                      |                                                                        |